# 1602
| 1602               |
| ------------------ |
| Dødsfald - Fødsler |
| • Begivenheder     |

| Gregoriansk kalender | 1602 MDCII              |
| Ab urbe condita      | 2355                    |
| Armensk kalender     | 1051 ԹՎ ՌԾԱ             |
| Kinesiske kalender   | 4298 – 4299 辛丑 – 壬寅 |
| Etiopisk kalender    | 1594 – 1595             |
| Jødisk kalender      | 5362 – 5363             |
| Hindukalendere       |                         |
| - Vikram Samvat      | 1657 – 1658             |
| - Shaka Samvat       | 1524 – 1525             |
| - Kali Yuga          | 4703 – 4704             |
| Iransk kalender      | 980 – 981               |
| Islamisk kalender    | 1011 – 1012             |

Konge i Danmark: Christian 4. 1588-1648
Se også 1602 (tal)

## Begivenheder

### Danmark
- Snaastrup Mølle i Framlev Sogn brænder.
- Det færøske lagting klager til Christian 4. over engelske fiskere, der generer færingernes gode fiskepladser.
- Jon Jakobsen Venusinus udnævnes til kongelig historiograf.
- Hedevig, kongens storesøster, giftes med kurfyrst Christian 2. af Sachsen.

### Udlandet
- Det hollandske ostindiske handelskompagni oprettes i Amsterdam.
- Manama på Bahrain erobres af perserne.

## Født

### Danmark
- (ca.) Svend Poulsen (Gøngehøvdingen), friskyttekaptajn.

### Udlandet
- Den franske kardinal og statsmand Jules Mazarin (død 9. marts 1661).

## Dødsfald

### Danmark
- 14. maj - Niels Krag, kongelig historiograf (født 1550)
- 8. april - Ludvig Munk til Nørlund, far til Kirsten Munk.
- 28. juli - Peder Sørensen, dansk livlæge for kongen fra 1571 (født 1542).

### Udlandet
- 22. marts - Agostino Carracci, italiensk kunstmaler (født 1557)
- oktober – Thomas Morley, engelsk komponist (født 1557 eller '58.
- Pietro Faccini (født 1562), kunstmaler.